# Hastings Ismay
Hastings Lionel Ismay, primul baron Ismay  (n. 21 iunie 1887, Nainital⁠(d), India Britanică, India – d. 17 decembrie 1965, Wormington Grange⁠(d), Anglia, Regatul Unit) a fost un diplomat și general în armata britanică indiană⁠(d), cunoscut pentru funcția de asistent șef al lui Winston Churchill în timpul celui de-al Doilea Război Mondial și primul secretar general al NATO din 1952 până în 1957.
Ismay s-a născut în Nainital⁠(d), India în 1887 și a studiat în Regatul Unit la Charterhouse School⁠(d) și Academia Militară Regală din Sandhurst⁠(d). După Sandhurst, s-a înrolat în armata indiană în calitate de ofițer. În timpul Primului Război Mondial, a activat în cadrul Corpului Cămilelor⁠(d) în Somalia Britanică, unde a luptat împotriva lui Mohammed Abdullah Hassan⁠(d). În 1925, Ismay a devenit secretar adjunct al Comitetului de Apărare Imperială⁠(d) (CID). După ce a fost promovat la gradul de colonel, a activat ca secretar militar⁠(d) pentru Lordul Willingdon⁠(d), vicerege al Indiei⁠(d), iar apoi a revenit la CID ca secretar adjunct în 1936.
La 1 august 1938, cu puțin timp înainte de declanșarea celui de-al Doilea Război Mondial, Ismay a devenit secretarul Comitetului și a început să se pregătească pentru iminentul război. În mai 1940, când Winston Churchill a devenit prim-ministru al Regatului Unit, l-a ales pe Ismay ca asistent șef și ofițer al statului major⁠(d). În această calitate, Ismay a devenit legătura principală dintre Churchill și șefii statului major⁠(d). Acesta l-a însoțit și pe Churchill la numeroase conferințe de război organizate de aliați. Pentru ajutorul și sfaturile sale, „Churchill îi datora mult și a recunoscut că îi datora și mai mult” acestuia „decât oricui altcuiva, fie el militar sau civil, pe parcursul războiului”.
După încheierea războiului, Ismay a rămas încă un an în armată și a contribuit la reorganizarea Ministerului Apărării⁠(d). După ce s-a retras din armată, a activat în funcția de șef al statului major în India sub Lordul Mountbatten al Birmaniei, supraveghind împărțirea țării. Din 1948 până în 1951, a fost președinte al consiliului Festivalului britanic⁠(d). În 1951, când Churchill a preluat din nou funcția de prim-ministru, l-a numit secretar de stat însărcinat cu relațiile Commonwealthului⁠(d).
Ismay a acceptat postul, dar a demisionat după doar șase luni pentru a prelua funcția de secretar general al NATO în 1952, fiind primul din istoria organizației. A activat până în 1957 și a contribuit la definirea funcției. După ce s-a retras, Ismay și-a redactat memoriile intitulate „The Memoirs of General Lord Ismay”, a fost membru a numeroase comisii corporative și a fost copreședinte al Comitetului Ismay-Jacob, însărcinat din nou cu reorganizarea Ministerului Apărării. A încetat din viață pe 12 decembrie 1965 în Wormington Grange⁠(d), Gloucestershire.

## Biografie
Ismay s-a născut  la 21 iunie 1887 în Nainital⁠(d), Kumaon, India. Tatăl său, Sir Stanley Ismay⁠(d), era membru al Consiliului Legislativ al guvernatorului general al Indiei⁠(d), iar mama sa, Beatrice Ellen, era fiica unui colonel al armatei. Ismay a urmat Charterhouse School⁠(d) în Marea Britanie, iar părinții săi sperau că își va continua studiile la Universitatea Cambridge și va intra în serviciul public.
Cu toate acestea, Ismay „își dorea în secret să devină soldat de cavalerie” și, din cauza rezultatelor proaste obținute la examenele finale susținute la Charterhouse, nu putea intra la Cambridge. Prin urmare, a intrat la Colegiul Militar Regal din Sandhurst⁠(d) în 1904. Mulți dintre colegii lui Ismay au devenit ofițeri cunoscuți; printre aceștia se numără John Vereker⁠(d), Edgar Ludlow-Hewitt⁠(d) și Cyril Newall⁠(d).
După încheierea cursului de la Sandhurst, Ismay a fost al patrulea din clasa sa conform rezultatelor și a fost numit sublocotenent⁠(d) în Armata Indiană Britanică⁠(d). Acesta a fost încadrat în Regimentul Gloucestershire⁠(d) al  Armatei Britanice din Ambala, fiind obligat să urmeze un an de ucenicie. După ce a părăsit regimentul, Ismay nu și-a găsit un loc în cavaleria indiană și și-a petrecut următoarele nouă luni ocupând diverse funcții în diferite unități britanice și indiene.
În 1907, Ismay a ocupat o funcție permanentă în cavaleria indiană, devenind membru al Regimentului 11 Cavalerie⁠(d) al Prințului Victor Albert, cu sediul la Risalpur⁠(d). Ismay a îndrăgit timpul petrecut alături de regiment, considerându-se „în al nouălea cer”. În 1908, a luat parte la primele sale operațiuni militare alături de regiment, fiind trimis în Afganistan să-i vâneze pe membrii tribului Mohmand⁠(d), care au luat ostatice mai multe femei hinduse. Odată revenit la bază, acesta a fost internat în Peshawar din cauza unei insolații⁠(d), dar și-a revenit repede și, împreună cu restul regimentului său, a primit Medalia India⁠(d).
În 1910, după o reorganizare a armatei indiene, regimentul lui Ismay a fost mutat de la Risalpur la Jhelum⁠(d), mai departe de frontieră. La scurt timp după aceea, Ismay a fost numit adjutant⁠(d) al regimentului său, funcție pe care a deținut-o timp de patru ani. În aceeași perioadă, a dezvoltat o mare admirație pentru Winston Churchill și era un citit pasionat.

## Secretar de stat pentru relațiile cu Commonwealthul
În cadrul alegerilor generale din 1951⁠(d), care au avut loc la scurt timp după încheierea Festivalului Marii Britanii, Partidul Conservator a câștigat din nou  majoritatea în Parlament, iar Churchill devine prim-ministru pentru a doua oară. A doua zi după alegeri, Churchill i-a cerut lui Ismay să devină secretar de stat pentru relațiile cu Commonwealthul⁠(d) în cabinetul său. Ismay „a fost în culmea fericirii” știind că are din nou șansa să activeze sub comanda lui Churchill și a acceptat imedia funcția. Deși nu era un politician, Ismay era potrivit pentru această funcție datorită relațiilor sale apropiate cu liderii țărilor din Commonwealth.
Datorită experienței sale și a pregătirii militare, Ismay a devenit „mai puternic implicat în problemele din domeniul apărării decât obișnuiește să o facă un  secretar de stat pentru relațiile cu Commonwealthul” și a servit adesea atât ca ministru de facto al apărării, cât și ca ministru temporar al apărării până când Harold Alexander a putut prelua funcția. Prin implicarea sa strânsă în problemele de apărare, Ismay a devenit implicat în Organizația Tratatului Atlanticului de Nord. În ianuarie 1952, l-a însoțit pe Churchill la o întâlnire organizată în Ottawa despre alianță, iar în februarie 1952 a participat la Conferința NATO de la Lisabona în calitate de reprezentant al Ministerului Britanic al Apărării. Când a părăsit conferința, Ismay, dezamăgit de întâlnirea haotică și de lipsa unei „direcții unice” a alianței, i-a spus lui Alfred Gruenther⁠(d): „este pentru prima dată când aud de NATO și, mulțumesc cerului, pentru ultima dată”.

## Secretar general al NATO
La Conferința de la Lisabona, membrii NATO au convenit să numească un secretar general care să conducă personalul organizației și să activeze ca vicepreședinte al Consiliului Atlantic⁠(d). Poziția i-a fost oferită inițial lui Sir Oliver Franks⁠(d), însă acesta a refuzat-o. Prin urmare, aliații s-au chinuit să găsească pe altcineva. Două săptămâni mai târziu, țările membre au fost de acord să-i propună funcția de secretar general baronului Ismay.
Churchill și Anthony Eden au fost cei care l-au propus pe acesta. Eden i-a cerut să accepte poziția, dar răspunsul său „a fost unul categoric negativ”, acesta considerând NATO o organizație excesiv de birocrată și ineficace, iar funcția de secretar general drept „prost definită” și puterea sa „divizată”. Churchill i-a cerut apoi personal lui Ismay să accepte poziția, spunându-i că „NATO oferă cea mai bună, dacă nu singura speranță la pace în vremurile noastre”. După mai multe îndemnuri, Ismay a acceptat fără tragere de inimă funcția. Pe 12 martie 1952, Consiliul Atlantic a adoptat o rezoluție oficială prin care acesta era numit secretar general, iar din 24 martie și-a preluat atribuțiile.
Numirea lui Ismay în această funcție a fost bine primită, decizia bucurându-se de sprijinul unanim al tuturor membrilor NATO. Presa și publicul au reacționat, de asemenea, în mod favorabil. The Times menționa că „dintre toți candidații ale căror nume au fost menționate, Lordul Ismay pare să aibă cele mai serioase calificări pentru acest post”. The New York Times a apreciat „experiența sa vastă în planificare militară, strategie și administrare”, iar The Washington Post a precizat că numirea lui Ismay aduce cu sine „o mare influență, experiență, energie și un farmec personal care poate dizolva dificultățile”.
În calitate de prim secretar general, Ismay „și-a asumat un rol nou în istoria organizațiilor internaționale” și a contribuit la definirea poziției în cauză. Acesta a considerat înțeleaptă decizia de a nu interveni cu mare îndrăzneală în disputele politice dintre membri și s-a implicat cu fermitate în problemele relevante pentru organizația NATO. Încă de la începutul mandatului său, Ismay a contribuit la împuternicirea reprezentanților permanenți la NATO și a scos în evidență faptul că aceștia au aceeași autoritate legală ca miniștrii de externe ai NATO când vine vorba de decizii.
De asemenea, Ismay a fost un susținător al extinderii NATO, declarând că NATO „trebuie să crească până când întreaga lume liberă va ajunge sub o singură umbrelă”. Cu toate acestea, înainte ca Pactul de la Varșovia să fie semnat, acesta s-a opus cererii de aderare la NATO făcute de URSS în 1954, considerând că „cererea sovieticilor de a adera la NATO este identică cu cea a unui tâlhar impenitent care dorește să devină polițist”. Prin această poziție, Ismay a clarificat faptul că Alianța Nord-Atlantică este îndreptată împotriva Uniunii Sovietice. După cum precizează site-ul oficial al organizației, „cererea a testat limitele dispoziției NATO de a accepta noi membri”.
În calitate de secretar general, Ismay a încurajat și o coordonare politică mai strânsă între membrii alianței. În timpul crizei Suezului, acesta a fost dispus să ajute la soluționarea disputelor dintre membri. De asemenea, Ismay s-a oferit să medieze disputele legate de Cipru.
În decembrie 1956, Ismay a decis să se retragă din funcție. Acesta a declarat presei că „nu renunța la funcția sa din motive personale, ci pentru că simțea că era nevoie de un corp tânăr și o minte tânără”. Paul-Henri Spaak a fost ales imediat drept succesor, dar Ismay a rămas în funcție până în mai 1957, când a plecat cu „simpatia și respectul” tuturor membrilor NATO. În perioada petrecută în organizație, Ismay este considerat prima persoană care a susținut că scopul NATO a fost acela de „a-i ține pe ruși afară, pe americani înăuntru și pe germani jos”, declarație care a ajuns între timp să caracterizeze alianța.

## Pensionare
Imediat după părăsirea funcției NATO, Ismay a fost onorat de Regina Elisabeta II cu Ordinul Jartierei. Fiica sa cea mai mică, Mary, s-a căsătorit cu George Seymour, călăreț al Reginei Elisabeta, Regina Mamă, iar fiica lor Katharine este fină a Prințesei Margareta.
A fost numit în consiliile mai multor corporații, inclusiv Ashanti Goldfields Corporation⁠(d). De asemenea, Ismay a început să-și scrie memoriile - The Memoirs of General Lord Ismay - care au fost publicate în 1960 de editura Viking Press. În memoriile sale, Ismay a abordat cu precădere activitățile sale militare din timpul celui de-Al Doilea Război Mondial, motiv pentru care un recenzent a numit cartea drept „o contribuție semnificativă la literatura celui de-Al Doilea Război Mondial”.
În 1963, Ismay a fost rugat să asiste din nou la o revizuire a organizării armatei britanice împreună cu Sir Ian Jacob⁠(d). Deși starea sa de sănătate a fost precară pe parcursul revizuirii și a contribuit infim la acest proces, „a avut o influență puternică”, iar rezultatul reviziurii a reflectat opiniile sale. Într-un final, Raportul Ismay–Jacob a recomandat întărirea puterii centrale a Ministerului Apărării, iar în 1964, Parlamentul a implementat recomandările sale.
Ismay a murit la 17 decembrie 1965 în casa sa din Wormington Grange⁠(d), Gloucestershire, la vârsta de 78 de ani. Deoarece nu avea niciun moștenitor de sex masculin, titlul său a dispărut.

## În cultura populară
- În drama de televiziune Churchill and the Generals - interpretat de Paul Hardwick⁠(d).
- În Lord Mountbatten: The Last Viceroy⁠(d) - interpretat de Nigel Davenport⁠(d).
- În filmul Darkest Hour. Ziua decisivă din 2017 - interpretat de Richard Lumsden⁠(d) .
- În filmul Palatul viceregelui⁠(d) din 2017 - interpretat de Michael Gambon.

### Cărți
- Colville, John (1981). Winston Churchill and His Inner Circle. New York: Wyndham Books. ISBN 0-671-42583-8. OCLC 7283766.
- Wingate, Ronald (1970). Lord Ismay: A Biography. London: Hutchinson of London. ISBN 0-09-102370-X. OCLC 102756.
- Ismay, Hastings (1954). NATO: The First Five Years. NATO.
- Ismay, Hastings (1960). The Memoirs of General Lord Ismay. New York: Viking Press. ISBN 978-0-8371-6280-5. OCLC 827892.
- Jordan, Robert (1967). The NATO International Staff/Secretariat 1952–1957. London: Oxford University Press. OCLC 59029584.

### Articole
- "Atlantic Council Deputies". The Times. 20 March 1952. p. 3a.

- Daniel, Clifton (28 februarie 1952). "Franks Rejection of Post Confirmed". The New York Times.
- Daniel, Clifton (13 martie1952). "Ismay Named Civilian Chief of Atlantic Pact Organization". The New York Times.
- "Dulles Gives Pledge to Save Allied Unity". The Washington Post. 10 December 1956.
- Joffe, Josef (19 martie 2009). "NATO: Soldiering On". Time.
- "M Spaak to Succeed Lord Ismay". The Times. 15 December 1956. p. 6a.
- "N.A.T.O. Secretary General". The Times. 13 March 1952. p. 4e.
- "Obituary: Lord Ismay". The Times. 18 December 1965. p. 9a.
- "Secretary Ismay". The Washington Post. 15 March 1952.
- Schorr, Daniel (1 aprilie 2009). "With No Clear Mission, NATO Has Little Power". NPR.